# Carey Villegas
Carey Grant Villegas ist ein VFX Supervisor, der bei Digital Domain arbeitet und 2011 für Alice im Wunderland für den Oscar in der Kategorie Beste visuelle Effekte nominiert wurde. 

## Leben
Villegas besuchte die Joliet Central High School und studierte an der University of St. Francis in  Joliet, Illinois. Nach seinem Abschluss im Jahr 1993 arbeitete er für zweieinhalb Jahre bei Editel. Er begann als Praktikant in der Buchhaltung und arbeitete sich bis zum Spezialeffektkünstler hoch. In dieser Zeit arbeitete er unter anderem an Werbespots für Kellogg’s, Reebok, Subway und den Spot von McDonald’s für den Super Bowl XXIX. Er zog 1995 nach Los Angeles und begann, bei Digital Domain zu arbeiten. Während dieser Zeit wirkte er an Filmen wie T2 3-D: Battle Across Time, Das fünfte Element, Titanic und Fight Club mit. Außerdem leitete er die Produktion von Musikvideos für Michael Jackson, Céline Dion und die Rolling Stones.
1999 wechselte er zu Sony Pictures Imageworks, wo er als VFX Supervisor für Filme wie I Spy, Verliebt in eine Hexe, I Am Legend und Alice im Wunderland verantwortlich war. Für Alice im Wunderland war er 2011 zusammen mit Ken Ralston, David Schaub und Sean Phillips für den Oscar in der Kategorie Beste visuelle Effekte nominiert.
2011 wechselte er wieder zu Digital Domain, wo er derzeit an einer Adaption von Dornröschen mit dem Titel Maleficent arbeitet. Er ist Mitglied der Academy of Motion Picture Arts and Sciences, der Visual Effects Society, der International Animated Film Society und der Society of Motion Picture and Television Engineers.

## Filmografie (Spezialeffekte)
- 1996: Immer Ärger mit Sergeant Bilko (Sgt. Bilko)
- 1996: T2 3-D: Battle Across Time
- 1996: Außer Kontrolle (Chain Reaction)
- 1996: Michael Collins
- 1997: Das fünfte Element (The Fifth Element)
- 1997: Dante’s Peak
- 1997: Titanic
- 1997: Ghosts
- 1998: Hinter dem Horizont (What Dreams May Come)
- 1998: Armageddon – Das jüngste Gericht (Armageddon)
- 1999: Fight Club
- 2000: Cast Away – Verschollen (Cast Away)
- 2000: Schatten der Wahrheit (What Lies Beneath)
- 2000: Rules – Sekunden der Entscheidung (Rules of Engagement)
- 2000: Supernova
- 2001: America’s Sweethearts
- 2002: I Spy
- 2003: Bad Boys II
- 2003: Hollywood Cops (Hollywood Homicide)
- 2004: Die Vergessenen (The Forgotten)
- 2004: Die Ex-Freundinnen meines Freundes (Little Black Book)
- 2005: Verliebt in eine Hexe (Bewitched)
- 2006: Klick (Click)
- 2006: Superman Returns
- 2007: I Am Legend
- 2007: Der Jane Austen Club (The Jane Austen Book Club)
- 2007: Spider-Man 3
- 2008: Eagle Eye – Außer Kontrolle (Eagle Eye)
- 2008: Hancock
- 2010: Alice im Wunderland (Alice in Wonderland)
- 2010: Crazy on the Outside